# Рождественский коттедж
«Рождественский коттедж» — американская кинодрама. Премьера фильма состоялась 11 ноября 2008 года.

## Сюжет
Биографическая лента, посвящённая одному из самых знаменитых американских художников современности Томасу Кинкейду. Будущему художнику добиться признания и всемирной известности помогло несчастье — его мать чуть было не лишилась собственного дома, и чтобы помочь ей расплатиться с долгами, молодой человек взялся за кисть и краски…

## В ролях
| Актёр            | Роль                   |
| ---------------- | ---------------------- |
| Джаред Падалеки  | Томас Кинкейд          |
| Марша Гей Харден | Марианна Кинкейд       |
| Питер О`Тул      | Гленн Уэсман           |
| Аарон Эшмор      | Пэт Кинкейд            |
| Ричард Бёрджи    | Билл Кинкейд           |
| Джеффри Льюис    | Буч Конран             |
| Кирстен Уоррен   | Таня Капински          |
| Джина Холден     | Хоуп Истбрук           |
| Эдвард Аснер     | Сидни                  |
| Крис Эллиот      | Эрни Тревор            |
| Шарлотта Рэй     | Веста Фурнисс          |
| Челан Симмонс    | Мисс Плейсервилль 1977 |

## Сборы
Кассовые сборы в мире составили всего лишь 37,7 тысяч долларов, в то время как сборы от продаж DVD — 1,5 миллиона долларов.